# Jin Air
Jin Air (kor. 진에어) – południowokoreańska tania linia lotnicza z siedzibą w Seulu. Należy do Korean Air. Głównym węzłem przewoźnika jest port lotniczy Seul-Gimpo.
W 2025 linia realizowała połączenia na trasach krajowych i międzynarodowych do 40 portów docelowych w 11 krajach regionu Azji Wschodniej i Południowo-Wschodniej.

## Historia
Linia została założona w styczniu 2008 w Seulu, w kwietniu została zarejestrowana przez koreańskie Ministerstwo Transportu i uzyskała zgodę na realizację działalności komercyjnej. W czerwcu linia uzyskała swój pierwszy samolot typu Boeing 737-800, którym w lipcu na trasie z Seulu do Czedżu przeprowadził swój pierwszy lot.
W grudniu 2009 lotem z Seulu do Bangkoku rozpoczęto realizację lotów międzynarodowych.

## Flota
Według stanu na sierpień 2025 flota Jin Air składała się z 31 samolotów o średnim wieku 13,8 lat:
| Samolot          | Samolot | Samolot   | Liczba miejsc | Liczba miejsc | Liczba miejsc | Uwagi |
| Model            | Aktywne | Zamówione | B             | E             | Łącznie       | Uwagi |
| ---------------- | ------- | --------- | ------------- | ------------- | ------------- | ----- |
| Boeing 737-800   | 19      | –         | –             | 189           | 189           |       |
| Boeing 737-900   | 3       | –         | 8             | 180           | 188           |       |
| Boeing 737 MAX 8 | 5       | –         | –             | 189           | 189           |       |
| Boeing 777-200   | 4       | –         | 45            | 348           | 393           |       |
| Łącznie          | 31      | 0         |               |               |               |       |